# Hnutie za demokraciu

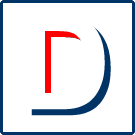
Logo der Bewegung

Die Hnutie za demokraciu (abgekürzt HZD, „Bewegung für Demokratie“) war eine politische Partei in der Slowakei, die von 2002 bis 2018 bestand. Ihr Gründer Ivan Gašparovič war von 2004 bis 2014 slowakischer Staatspräsident.

## Geschichte
Die ursprüngliche Partei wurde im Jahre 2002 als Abspaltung der Bewegung für eine demokratische Slowakei (HZDS) gegründet. Ihr erster Vorsitzender war Ivan Gašparovič, dessen überraschende Wahl zum Staatspräsidenten 2004 gegen seinen früheren politischen Weggefährten Vladimír Mečiar und Wiederwahl 2009 die einzigen relevanten Wahlteilnahmen für die Partei bleiben sollten. Nach dem Parteikongress am 18. Februar 2006 ging die Führung auf Jozef Grapa über. Bei den Wahlen 2006 bekam die HZD nur 0,6 % der Stimmen und blieb damit außerhalb des Parlaments. Zu den Parlamentswahlen in der Slowakei 2010 trat sie gar nicht an, sondern empfahl die Wahl der linksnationalistischen Smer-SD.
Die HZD war auf europäischer Ebene ab 2004 Mitglied der konservativ-euroskeptischen Allianz für ein Europa der Nationen (AEN).

### Nachfolge
Im Dezember 2018 transformierte sich die HZD in eine neue Partei namens Hlas ľudu unter dem Vorsitzenden Peter Marček, der in der Parlamentswahl in der Slowakei 2016 als Abgeordneter für Sme rodina gewählt wurde. In den Europawahl in der Slowakei 2019 erreichte die Partei nur 0,21 % der Stimmen, ähnlich erfolglos verlief die Parlamentswahl in der Slowakei 2020 mit 0,06 % der Stimmen. Hlas ľudu wurde 2021 von ehemaligen Mitgliedern der rechtsextreme Partei Kotlebovci – Ľudová strana Naše Slovensko übernommen und als Hnutie Republika neu aufgestellt.